# Suéter
Suéter a fost o trupă de pop rock din Argentina fondată în 1981 în Buenos Aires și dizolvată în 2007.

## Membrii formației
- Miguel Zavaleta - lead și back vocal
- Gustavo Donés - chitară bas
- Juan del Barrio - keyboards
- Jorge Minissale -  chitară

## Discografie

### Albume de studio
- 1982:Suéter
- 1984:Luvia de gallinas
- 1985:20 caras bonitas
- 1987:Misión Ciudadano I
- 1995:Sueter 5

### Compilații
- 1988:Sueter Completo
- 1997:Elefantes en el techo